# Usina Hidrelétrica Cachoeira Caldeirão
A Usina Hidrelétrica Cachoeira Caldeirão é uma usina hidrelétrica localizada no rio Araguari, nos município de Porto Grande e Ferreira Gomes, no Amapá.

## Histórico
Em 14 de dezembro de 2012,  a Agência Nacional de Energia Elétrica (Aneel) e a Câmara de Comercialização de Energia Elétrica (CCEE) realizaram o leilão de energia A-5, tendo a concessão da Usina Hidrelétrica Cachoeira Caldeirão sido arrematada pelo grupo EDP, pelo preço de venda de R$ 95,31/MWh.
Foram estimados em R$ 1,1 bilhão os investimentos totais para o empreendimento.
O início das obras se deu em setembro de 2013.
A usina passou a gerar energia em maio de 2016, com a entrada em operação da primeira turbina. A segunda turbina entrou em operação em junho de 2016 e a terceira, em agosto de 2016.

## Estrutura
Os dados técnicos da usina são os seguintesː
| Potência Instalada:                | 219 MW |
| Número de Turbinas / Tipo:         | 03 / Bulbo |
| Comprimento da Barragem:           | 730m |
| Tipo da Barragem:                  | CCR (Concreto Compactado a Rolo) |
| Cota da crista da barragem:        | 58,30m |
| Altura Máxima da Barragem:         | 20,60m |
| Vertedouros:                       | Controlado e Soleira Livre |
| Vazão Total do Vertedouro:         | 6.968m³/s - Vazão TR 10.000 anos do Vertedouro controlado: 4.758 m³/s - Vazão TR 10.000 anos do Vertedouro de soleira livre: 2.210 m³/s. |
| Área do Reservatório:              | 47.99km² |
| Extensão do Reservatório:          | 52.76km |
| Renovação da água do reservatório: | 2,8 dias |
| Volume da água do reservatório:    | 230,56 hm³ |
| Profundidade média:                | 4,80m |
| Enchimento do reservatório:        | 1-99 dias |
| Linha de transmissão:              | 230 kV |
| Extensão:                          | 13km |

## Propriedade
A usina é operada pela Cachoeira Energia, Sociedade de Propósito Específico pertencente à EDP Brasil e à CTG Brasil, com 50% de participação cada uma.